# (19114) 1981 EP37
A (19114) 1981 EP37 a Naprendszer kisbolygóövében található aszteroida. Schelte J. Bus fedezte fel 1981. március 1-jén.